# 5722 Johnscherrer
5722 Johnscherrer è un asteroide della fascia principale. Scoperto nel 1986, presenta un'orbita caratterizzata da un semiasse maggiore pari a 2,2195253 UA e da un'eccentricità di 0,1542696, inclinata di 6,39252° rispetto all'eclittica.